# High (chanson de James Blunt)
High est une chanson du chanteur britannique James Blunt sortie le 18 octobre 2004. Elle est le premier extrait de l'album Back to Bedlam.

## Sortie
Le single sort d'abord sur deux supports physiques. Le CD1 comprend un enregistrement exclusif non-album intitulé « Sugar Coated », écrit par Blunt et Sacha Skarbek. Le CD2 comprend également deux enregistrements exclusifs, intitulés « This Twilight Garden » et « Play », ainsi que deux remixes de « High ». La réédition du single est sortie sur trois supports physiques. Le CD1 comprend un enregistrement live de « In a Little While », une chanson populaire de U2. Le CD2 comprend une session radiophonique exclusive de « You're Beautiful », ainsi que la vidéo et le making-of de « High ». Le vinyle 7" comprend un titre exclusif intitulé « Butterfly ».

## Performances
Le 18 octobre 2004, « High » sort au Royaume-Uni. La chanson n'a pas eu d'impact sur le classement des singles, culminant à 148. Il a été réédité au Royaume-Uni le 3 octobre 2005. La chanson devient le troisième single du top 20 de Blunt lorsqu'elle atteint la 16e place du classement des singles, et passe 12 semaines dans le top 75. La réédition est apparue dans le classement des singles une semaine avant la sortie physique, soutenue par la vigueur de ses ventes de téléchargement numérique, se classant à la 74e place du classement. La semaine suivante, il grimpait 58 places au classement, atteignant la 16e place. En dehors du Royaume-Uni, la chanson connaît également un succès, atteignant la troisième place en Italie et devenant le premier top dix de Blunt. « High » a également atteint le top 10 en Autriche, en Irlande et en Suisse. Aux États-Unis, la chanson fait ses débuts à la 100e place du Billboard Hot 100 et devient le troisième single de Blunt dans le top 100. Au Canada, « High » atteint la 66e place dans le classement BDS Airplay.